# José Tomás Nabuco de Araújo Filho
José Tomás Nabuco de Araújo Filho (Salvador, 14 de agosto de 1813 – 19 de março de 1878) foi um magistrado e político brasileiro.

## Vida
Foi deputado geral, presidente de província, ministro da Justiça (ver gabinetes Abaeté e Olinda de 1865), senador do Império do Brasil de 1858 a 1878, e membro do Conselho de Estado de 1866 a 1878.
Era filho de Maria Bárbara da Costa Ferreira e do também senador José Tomás Nabuco de Araújo (1785- 1850). Era sobrinho-neto do 1.º barão de Itapuã e primo-irmão do 2.° barão de Itabaiana.
Em 1840, casa-se com Ana Benigna de Sá Barreto (?–1902), com quem teria sete filhos — dentre os quais o historiador, diplomata e político abolicionista Joaquim Nabuco. Sua esposa, Ana Benigna de Sá Barreto, era sobrinha do marquês do Recife.
Como jurisconsulto, foi-lhe confiada pelo Governo Imperial, em 1872, a incumbência estafante de organizar um projeto de Código Civil para o país, já que o projeto de Teixeira de Freitas ficara inacabado e, na sequência, também o projeto do Visconde de Seabra (1871) não fora aceito. Nabuco de Araújo trabalha durante aproximadamente cinco anos na redação do novo projeto, que afinal também não seria concluído, em razão da morte do autor, em 1878. Seu código, segundo ele mesmo, não seria criação de um puro filósofo e sim de um estadista, pois Nabuco mais se preocupava com o efeito prático da legislação — seu alcance social, sua clareza, compreensão e vastidão — do que com a metafísica do direito. Por esta e outras razões, sua obra de codificador seria diferente da de Teixeira de Freitas. Nabuco de Araújo jamais se isolaria do direito, considerando-o sempre como uma relatividade social.
Seu filho, Joaquim Nabuco, consagrou-lhe o livro Um estadista do Império, considerado uma das grandes obras de referência da história política brasileira, principalmente no que diz respeito ao Segundo Reinado.